# Ogary miłości
Ogary miłości (tytuł oryg. Hounds of Love) – australijski film fabularny z 2016 roku, którego scenarzystą i reżyserem jest Ben Young. Film miał swoją światową premierę podczas Międzynarodowego Festiwalu w Wenecji 1 września 2016, a potem został zaprezentowany widzom polskim 9 sierpnia 2017, na wrocławskim festiwalu Nowe Horyzonty.

## Fabuła
Jest połowa lat 80, akcja toczy się w Australii. Pewnego dnia Vicki Maloney, siedemnastoletnia dziewczyna zostaje schwytana do samochodu przez dwójkę kochanków. Zostaje przykuta do łóżka i maltretowana, przygląda się relacji małżeństwa. Dziewczyna zdaje sobie sprawę, że musi zniszczyć porozumienie między małżonkami. Wkrótce nadarza się okazja, by zepsuć ich relacje, gdy mężczyzna więcej czasu poświęca Vicki, niż swojej żonie. 

## Obsada
- Emma Booth − Evelyn White
- Ashleigh Cummings − Vicki Maloney
- Stephen Curry − John White
- Susie Porter − Maggie Maloney
- Damian de Montemas − Trevor Maloney
- Harrison Gilbertson − Jason Farris
- Fletcher Humphrys − Gary

## Odbiór
Odbiór filmu przez krytyków był pozytywny. W agregującym recenzje filmowe serwis Rotten Tomatoes 88 procent z 97 recenzji uznano za pozytywne, a średnia wystawionych na ich podstawie ocen wyniosła 7,17/10. W analogicznej witrynie, Metacritic, średnia ocen wyniosła siedemdziesiąt trzy na 100.
Serwis His Name Is Death sklasyfikował Ogary miłości jako jeden z najlepszych horrorów 2017 roku.